# Régiment de Saintonge
Le régiment de Saintonge est un régiment d’infanterie du royaume de France créé en 1684 devenu sous la Révolution le 82e régiment d'infanterie de ligne.

## Création et différentes dénominations
- 8 septembre 1684 : création du régiment de Saintonge, au nom de cette province
- 1er janvier 1791 : renommé 82e régiment d'infanterie de ligne

## Colonels et mestres de camp
- 8 septembre 1684 : François Germain Le Camus, marquis de Bligny, brigadier le 3 janvier 1696, maréchal de camp le 10 février 1704, † 9 mars 1728
- 14 janvier 1705 : Anne Bretagne, marquis de Lannion, brigadier le 29 mars 1710, maréchal de camp le 1er février 1719, lieutenant général le 1er août 1734, † 28 décembre 1734
- 6 mars 1719 : Gaston Charles Pierre de Lévis, marquis de Mirepoix, brigadier le 1er août 1734, maréchal de camp le 1er mars 1738, lieutenant général le 2 mai 1744, maréchal de France le 24 février 1757, † 24 septembre 1757
- 10 mars 1734 : Daniel Marie Anne, marquis de Talleyrand
- 26 juillet 1737 : Charles Anne Sigismond de Montmorency-Luxembourg, duc d’Olonne, brigadier le 1er juin 1745, déclaré maréchal de camp en janvier 1749 par brevet du 10 mai 1748, † 21 juillet 1777
- 8 juin 1744 : Louis Joseph Bide de La Granville, brigadier le 10 mai 1748
- 22 mai 1759 : Louis Antoine Gustave, comte des Salles
- 28 juillet 1759 : René Gabriel, comte de Boisgélin[1]
- 20 février 1761 : Denis Auguste de Beauvoir de Grimoard, marquis de Roure
- 11 mai 1762 : Charles du Guast, vicomte de Béranger
- 8 mars 1780 : Adam Philippe Blackarth, vicomte de Custines
- 11 novembre 1782 : Donatien Marie Joseph de Vimeur, vicomte de Rochambeau
- 1er juillet 1783 : Pierre Marie, vicomte du Lau d’Allemans
- 5 février 1792 : Pierre Chapuis de Maubou de La Goutte
- 24 octobre 1792 : Jean-Claude Desfrancs

## Historique des garnisons, combats et batailles du régiment
- 1701 : au début de la guerre de succession d'Espagne dans les Pays-Bas espagnols, un bataillon du régiment de Xaintonge est envoyé par le maréchal de Boufflers en 1701 pour défendre la place d'Anvers[2].
- En 1704, le régiment de Saintonge et les débris du régiment de Foix sont jetés dans Brisach et contribuèrent à faire échouer la surprise tentée par le prince Eugène contre cette ville.
- 1705 : Durant cette année, le régiment de Saintonge garde Brisach
- 1709 : bataille de Malplaquet[3].
- 1710 : siège de Douai[4].
- 1713 : prise de Landau (18-19 août)[5].
- 1747 : Bataille d'Assietta ou son colonel Louis Joseph Bidé de la Grandville est blessé
- 1780 : embarquement à Brest dans le corps expéditionnaire français en Amérique ; débarquement à Philadelphie et opérations en Rhode Island[6]
- 1781 : siège de Yorktown, victoire décisive de la guerre d'Amérique[7]. 117 officiers, sous-officiers et soldats de ce régiment sont morts aux États-Unis durant guerre d'indépendance des États-Unis[8].
- 1782-1783 : séjour aux Antilles puis retour en France[7].
- 1790 : envoyé à Strasbourg pour remplacer les régiments allemands renvoyés du service français[7].
- 1792 : opérations en Palatinat, prise de Spire ; le 1er bataillon est posté à Mayence et le 2e à Landau[9].
- 1793 : 
  - Le 1er bataillon participe à la défense de Mayence puis, après l'évacuation de la ville, est envoyé à la guerre de Vendée ; il participe aux combats contre les royalistes de l'Ouest jusqu'en 1796. Il est alors fondu dans la 81e demi-brigade[9].
  - Le 2e bataillon participe à la défense de Landau. En 1794, il est fondu dans la 152e demi-brigade[10].

Lors de la réorganisation des corps d'infanterie français de 1762, le régiment conserve un bataillon et est affecté au service de la Marine et des Colonies et à la garde des ports dans le royaume.
L'ordonnance arrête également l'habillement et l'équipement du régiment comme suit
Habit, collet, veste et culotte blancs, parements et revers verts, pattes ordinaires garnies de cinq boutons, dont un à chaque coin de la patte, et un au milieu, trois sur la manche, quatre petits au revers, quatre au-dessous : boutons blancs avec le no 68. Chapeau bordé d'argent.

## Drapeaux

Drapeau d’ordonnance
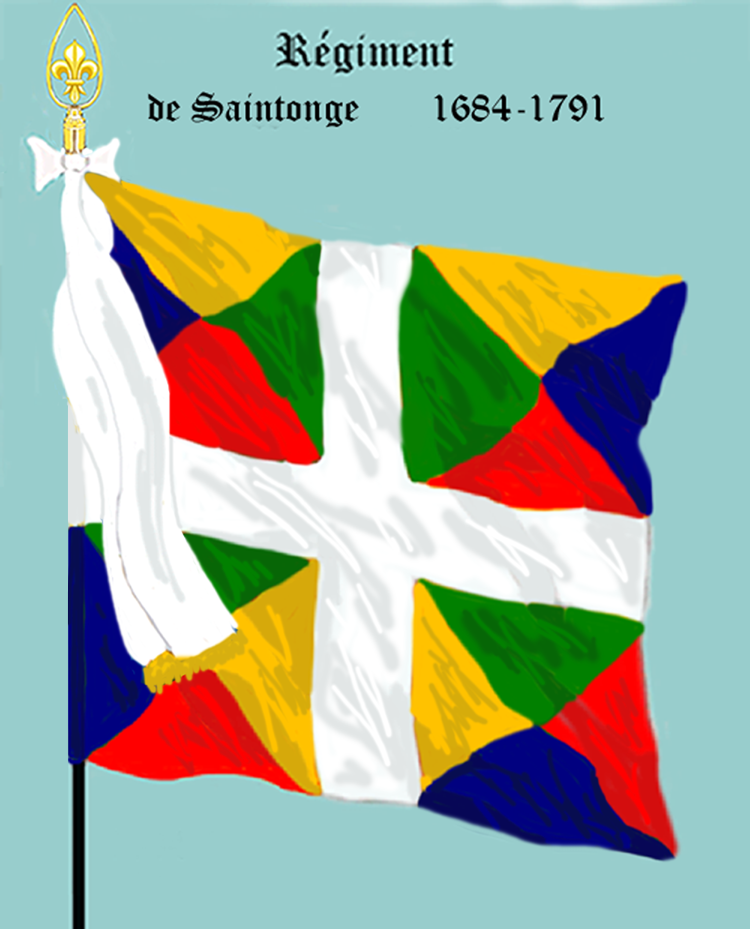
régiment de Saintonge de 1684 à 1791

## Habillement

Uniformes
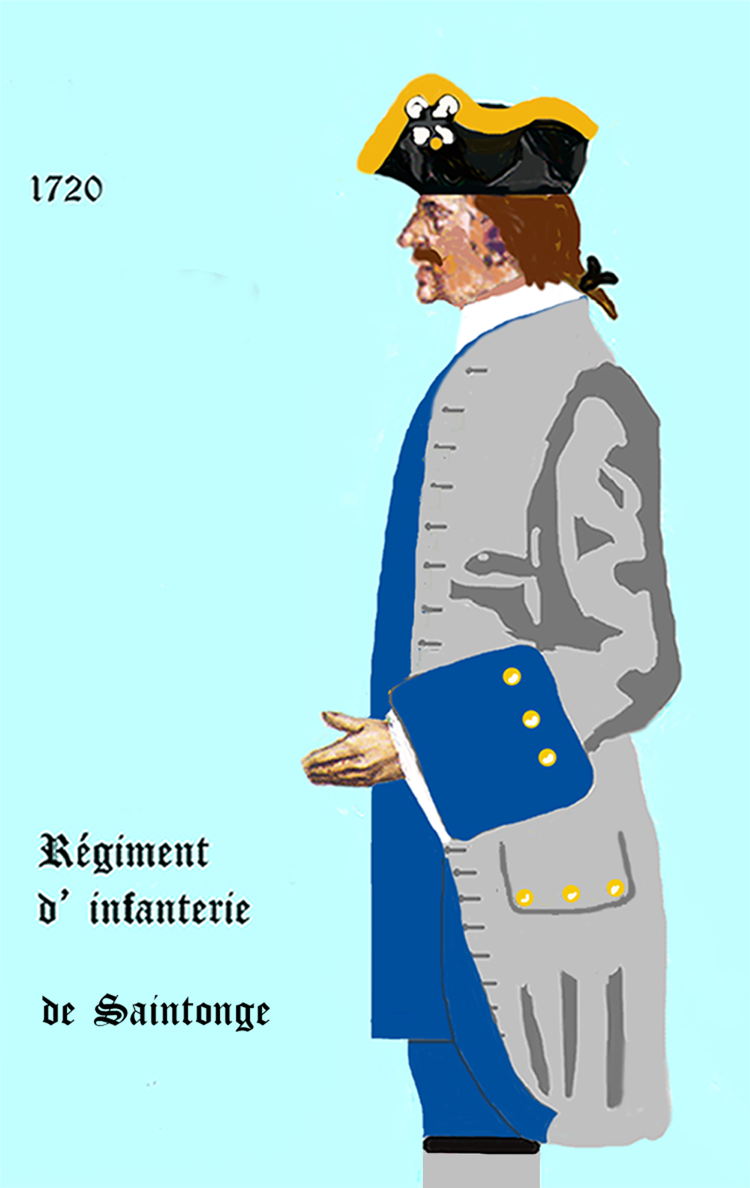
régiment de Saintonge de 1720 à 1734
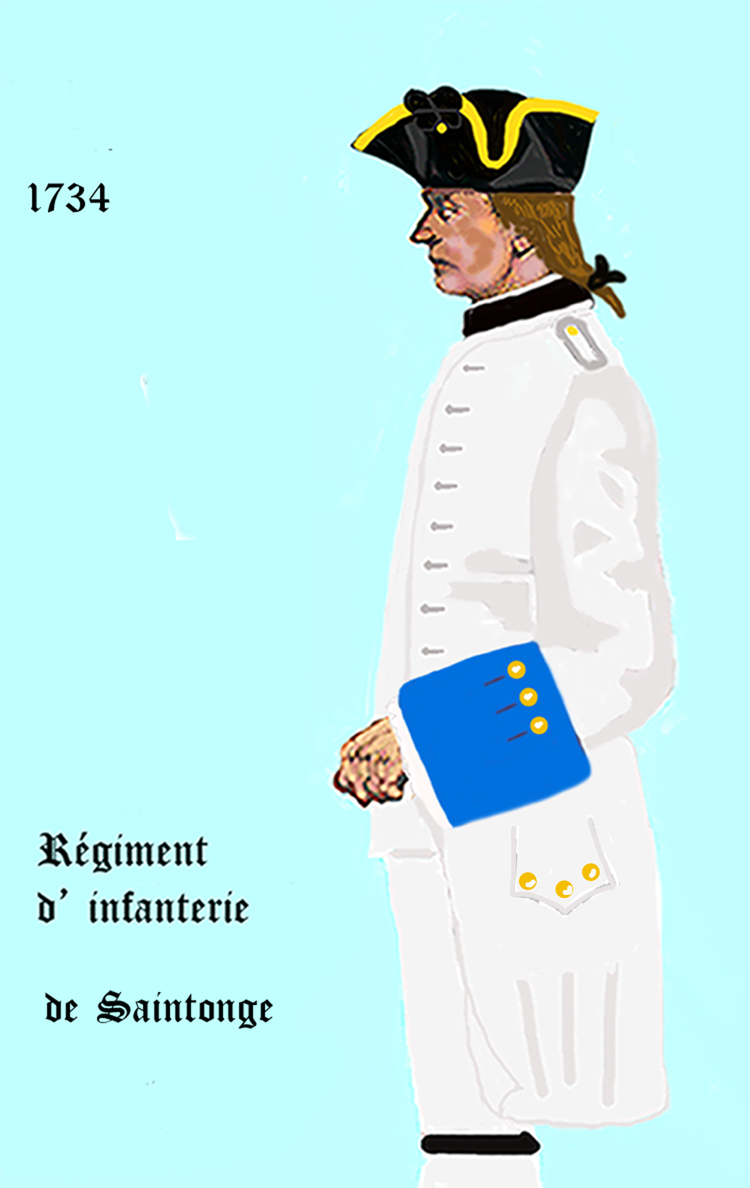
régiment de Saintonge de 1734 à 1762
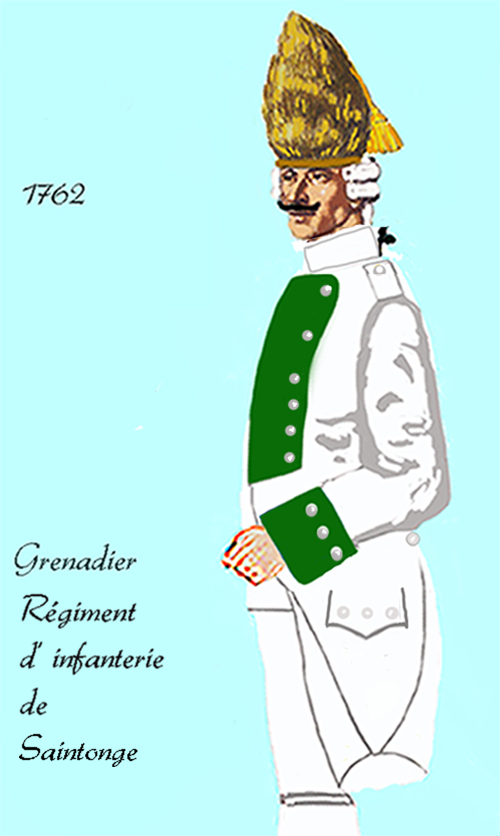
grenadier du régiment de Saintonge de 1762 à 1776
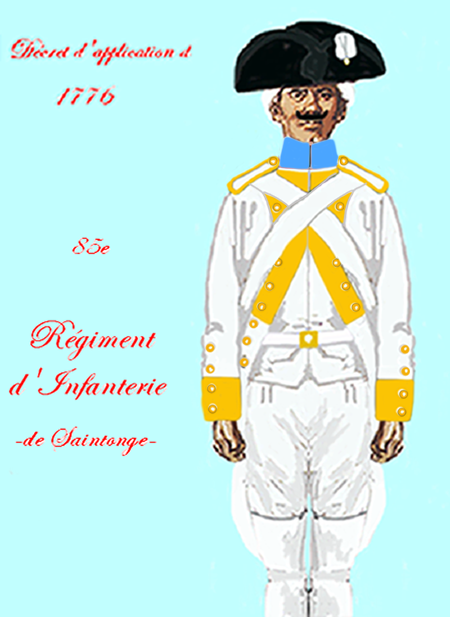
régiment de Saintonge de 1776 à 1779

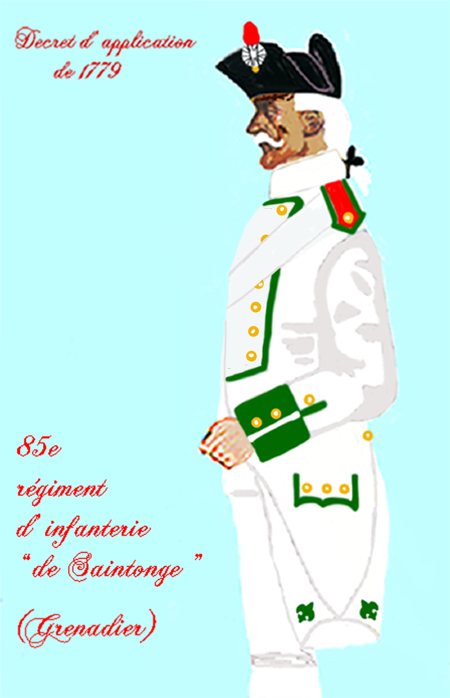
régiment de Saintonge de 1779 à 1791
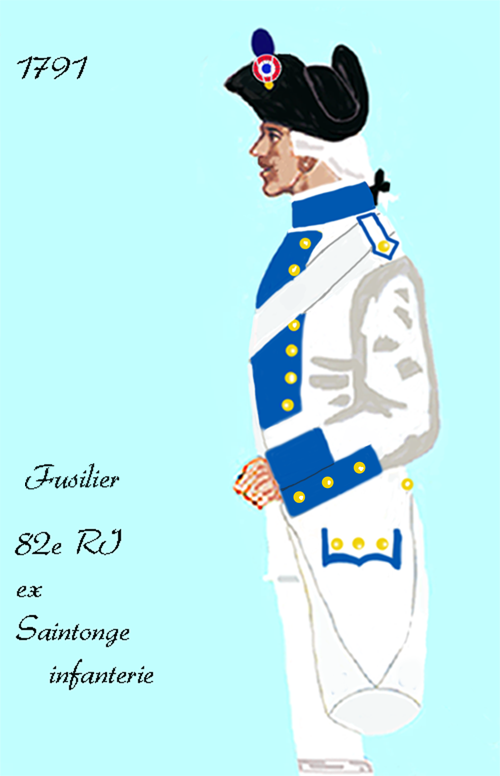
82e régiment d’infanterie de ligne de 1791 à 1792
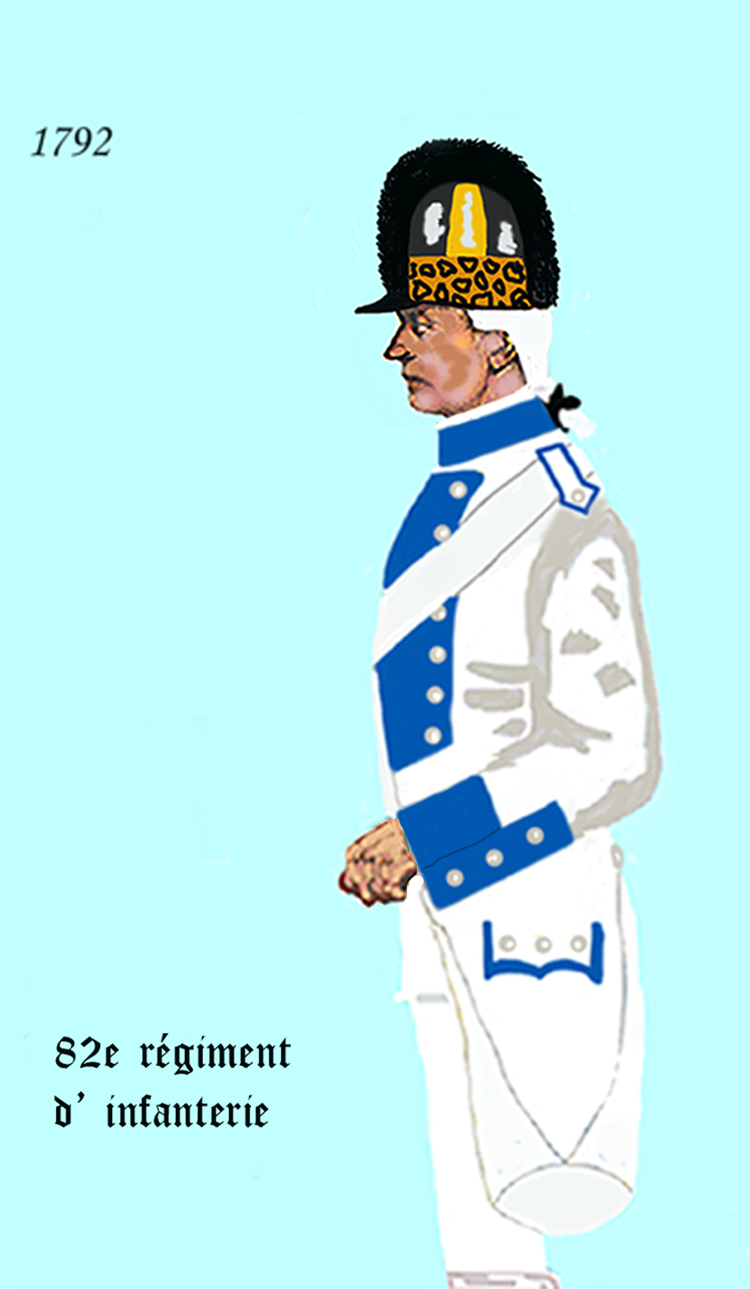
82e régiment d’infanterie de ligne de 1792 à 1796

### Sources et bibliographie
- Lieutenant général de Vault, Mémoires militaires relatifs à la guerre d'Espagne sous Louis XIV, vol. 1, Imprimerie Royale (Paris), 1835, 910 p. (lire en ligne).
- M. Pinard, Chronologie historique-militaire  — tomes 3, 5, 6, 7 et 8, Paris 1761, 1762, 1763, 1764 et 1778
- Paul Arvers et Charles Frédéric Brecht, Historique du 82e régiment d'infanterie de ligne et du 7e régiment d'infanterie légère, 1684-1876, Paris, Lahure, 1876 (lire en ligne)
- Louis Susane, Histoire de l'ancienne infanterie française, vol. 7, Paris, 1851 (lire en ligne), p. 128-138